# Vaavunjärvi
Vaavunjärvi är en sjö i kommunen Tammerfors i landskapet Birkaland i Finland. Sjön ligger 136,5 meter över havet. Arean är 1,12 kvadratkilometer och strandlinjen är 8,58 kilometer lång. Sjön  ingår i Kumo älvs huvudavrinningsområde.   Den ligger omkring 21 km nordöst om Tammerfors och omkring 170 km norr om Helsingfors. 
I sjön finns ön Kantunsaari. Vaavunjärvi ligger nordväst om Matalajärvi. 